# 日本学生科学賞
日本学生科学賞(Japan Student science Award, JSSA)は、毎年行われる中学生と高校生を対象とした科学コンクールである。日本で最も伝統と権威のある科学賞で知られる。上位入賞した者は国際学生科学技術フェアへ送られる。2023年現在で第66回である。

## 選考

### 部門
- 研究部門

物理・科学・生物・地学、またそれらの複合的な研究
- 情報技術部門

身近な問題をコンピュータなどのIT機器を用いて解決する手法・アイデアなど

### 選考方式
- 研究部門
  - 地方審査

各都道府県ごとに審査が行われ、優秀作品は中高別に表彰が行われる。ここで各都道府県ごとに中高約3点ずつ（ただし北海道、千葉、埼玉、東京、神奈川、愛知、大阪、兵庫、福岡（全日本科学教育振興委員会が承認した都道府県）は各6点ずつ）代表作品が選考され、中央審査に進出する。
  - 中央審査

予備審査が行われ、各都道府県から集まった中高それぞれ150点を超える作品の中から最終審査に進出する中高それぞれ16点の作品を選考した後、東京国際展示場や日本科学未来館などの大規模な会場で最終審査が行われる。各研究ごとに発表用のブースが与えられ、研究者はそこに研究成果をまとめたレポートやグラフなどを掲示し、審査員に説明を行う。
- 情報技術部門

まず、事前審査が行われ、研究部門と同じく、中央予備審査が次に行われる。そこから最終審査に進出する中高それぞれ約5作品が選出される。最終審査は研究部門と同じ方式で行われ、研究者は研究成果を審査員にプレゼンテーションする。第50回（2006年）までの、ソリューション部門から改名された。

### 賞の種類
- 内閣総理大臣賞
- 文部科学大臣賞
- 環境大臣賞
- 科学技術政策担当大臣賞
- 全日本科学教育振興委員会賞
- 読売新聞社賞
- 科学技術振興機構賞
- 日本科学未来館賞
- 旭化成賞
- 読売理工学院賞
- 優秀賞
- マイクロソフト賞（ICT部門のみ）
- マイクロソフト奨励賞

## 共催
- 科学技術振興機構

## 協賛
- 旭化成